# アタワルパ
アタワルパ（Atahualpa、ケチュア語: Atawallpa：幸福な鶏、1502年頃-1533年7月26日、在位：1532年-1533年）は、インカ帝国の実質的に最後（13代）のサパ・インカ（皇帝）である（名目上最後の皇帝はトゥパク・アマル）。父は11代インカ皇帝ワイナ・カパック。
父帝ワイナ・カパックがマラリアか天然痘であると考えられている伝染病により亡くなると、異母兄で12代インカ皇帝ワスカルを内戦で破って即位したが、スペイン人のコンキスタドールであるフランシスコ・ピサロらによってインカ帝国は攻め滅ぼされ、その後処刑された。

## 生涯

### 内戦
ワイナ・カパックは自らの母の出身地であるキトを愛し帝国の第2の首都としたため、晩年にはインカ貴族が首都クスコ派とキト派に分かれ対立していた。父帝の死後、本来皇太子であったニナン・クヨチが間もなく父と同じ病気で没すると、帝国はワスカルとアタワルパ、2人の兄弟の間で分割され、ワスカルは首都クスコを含む帝国の大半（コヤ・スウユ、アンティ・スウユ、クンティ・スウユ）を、アタワルパは第2の首都キトを含む北部（チンチャ・スウユ）を得た。2、3年の間、彼らは平穏に分割支配をしたが、ワスカルはワイナ・カパックとその妹にして正妻との間の子であったため、自らが正統なサパ・インカであると考え、アタワルパに自分への忠誠を誓うよう要求し、これをアタワルパが拒否したことから内戦が始まった。
帝国の大半を押さえたワスカルは大軍と共に北に侵攻し、間もなくアタワルパを捕らえた。アタワルパはキトに幽閉されたが少女の助けにより脱走し、チャルクチマ将軍、キスキス将軍と合流した。彼は兵を集め、チンボラソの戦いでワスカルを破った。次に、ワスカル側についたことを理由にトゥメバンバの町の住民を皆殺しにした。キペペの戦いを以て内戦は終結し、ワスカルは武装解除されハウハに捕らえられた。アタワルパは皇位請求のためキトを出発し、ワマチューコで自らのインカ皇帝就任を宣言した。その後クスコに南下する途中で、8万人に及ぶ兵と共にアンデス山中のカハマルカへ立ち寄った。

### ピサロとの交渉

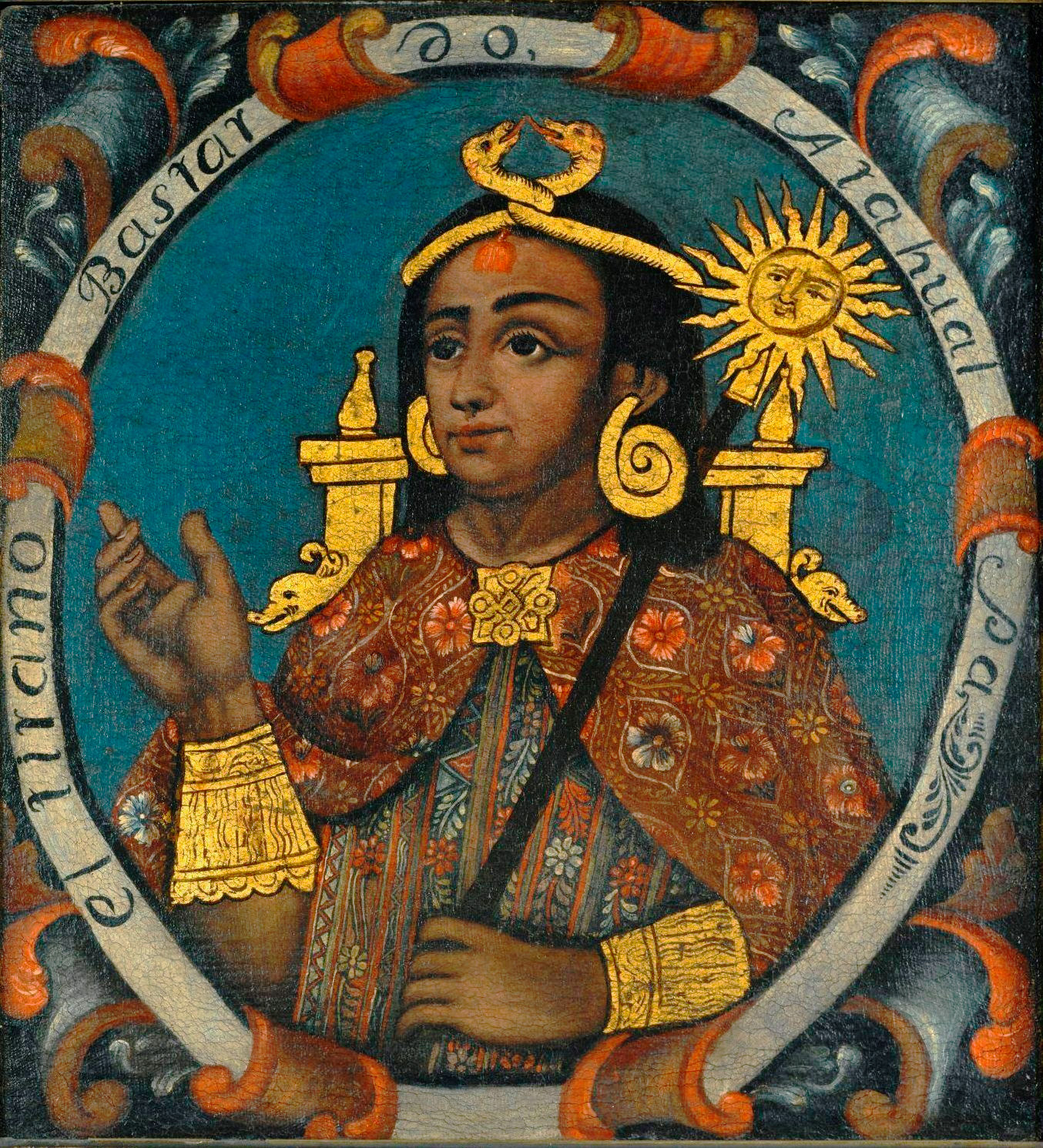
アタワルパ（ブルックリン美術館）

この頃までに、スペイン人のコンキスタドールであるフランシスコ・ピサロは、1532年7月にペルー最初の植民都市ピウラを建設した。2か月の行軍の後に、ピサロは兵168人と共にカハマルカに到着し、スペインの駐留に関してアタワルパと会談するため、同じくスペイン人のコンキスタドールであるエルナンド・デ・ソト、ドミニコ会修道士ビセンテ・デ・バルベルデ神父及び現地人通訳フェリピロをアタワルパの元へ送った。
バルベルデ神父は通訳を通し、皇帝と臣民のキリスト教改宗を要求し、拒否するならば教会とスペインの敵と考えられると伝えた。アタワルパは「誰の属国にもならない」と言うことによって、彼の領土におけるスペインの駐留を拒否した。使節はピサロの元に戻り、ピサロは後に1532年11月16日のカハマルカの戦いと呼ばれるアタワルパ軍に対する奇襲を準備した。
スペインの法に従い、ピサロたちスペイン人はアタワルパが要求を拒否したことで公式にインカの人々に宣戦布告をした。アタワルパがバルベルデ神父に対し、彼らがどんな権威でそのようなことを言うことができるかと冷たく尋ねたとき、神父は聖書を皇帝に勧め、この中の言葉に由来した権威だと答えた。皇帝は聖書を調べ、「なぜこれは喋らない｣と尋ね、地面に放り投げた。この行動はインカには書き文字が無かった事によるものだが、結果的にスペイン人に対しインカと戦うための絶好の口実を与えてしまった。神父が神に対する冒涜だと叫ぶ声を合図に、射撃は開始され、2時間にわたり7,000人以上の非武装のインカ兵が鉄剣と騎兵により殺された。この時使われた鉄砲は先込め式銃であったため発射は数斉射に限られ、スペイン人の戦果の大半は剣によるものだった。アタワルパは輿から引き摺り下ろされ、太陽の神殿に投獄された。

### 幽閉から処刑へ

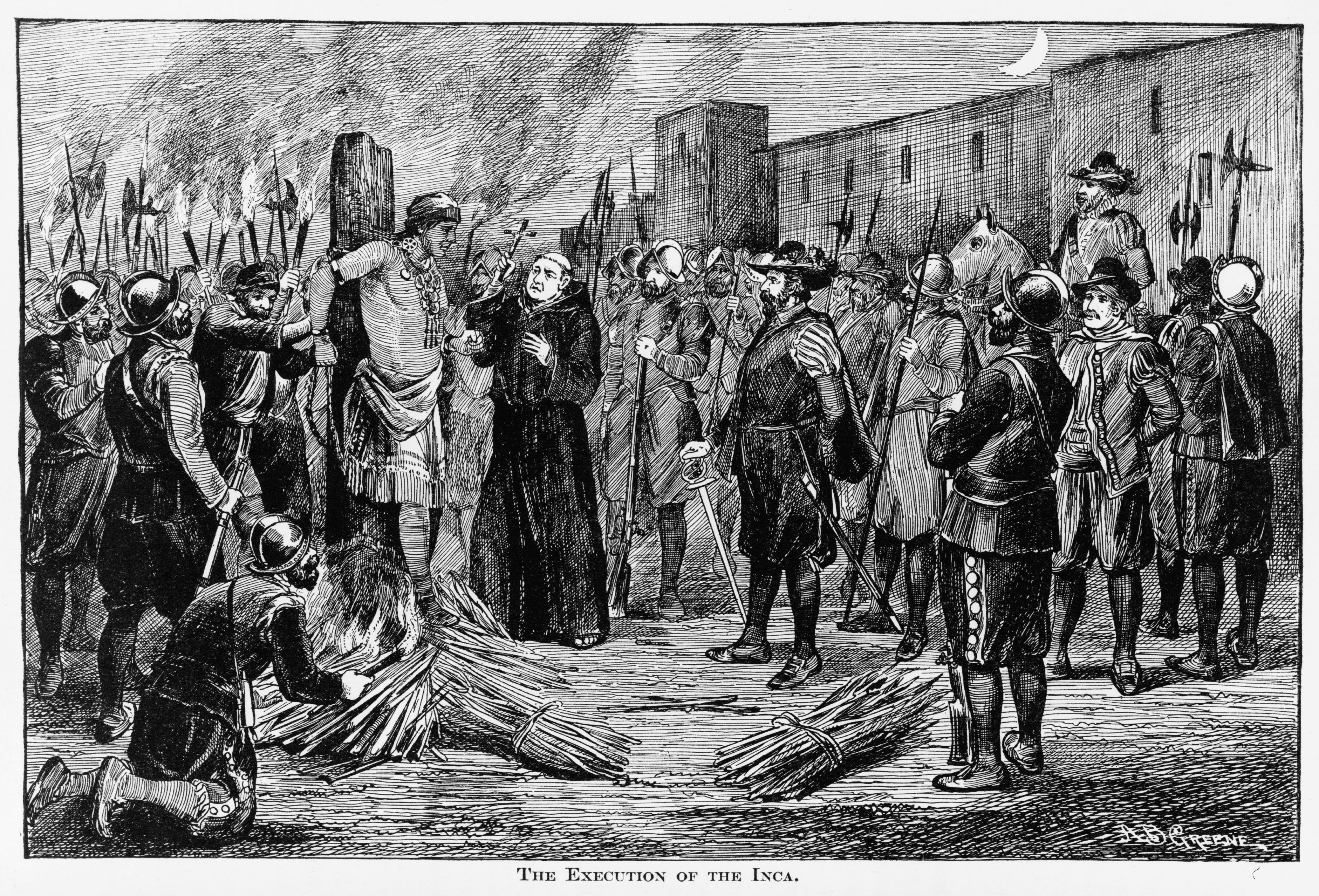
アタワルパの最期

アタワルパは未だスペイン人が彼の帝国の支配を目論んでいることを信じられなかったので、彼らが探している金銀を与えれば自分を釈放し立ち去ると考え、ピサロにエル・クアルト・デル・レスカテという部屋1杯の金と、銀を2杯提供することに同意した。ピサロは申し出に愕然とさせられたが、皇帝を釈放する意向は全くなかった。それは、ピサロが周辺諸国において秩序を維持するためには現地住民に対する皇帝の支配力を必要としたためでもあり、更にそれ以上にスペインのカルロス1世（神聖ローマ皇帝カール5世）の支配の元、アタワルパの宣言によってピサロ自らが帝国全土の総督として君臨することに関してインディオからの正統性の承認を得ることを意図したためであった。
インカ帝国キト守備隊のルミニャウイ将軍の保有する兵はスペイン兵をはるかに上回る数であったため、その差し迫っている攻撃を恐れ、数カ月後にスペイン人は、アタワルパにはあまりにも多大な責任があるとし、処刑することを選択した。ピサロは、模擬裁判を行い、皇帝が偶像崇拝を常習としたこと及び実の兄であるワスカルを殺害したことでスペイン人を不快にさせたとして火あぶりによる死刑判決を下した。インカの宗教では、焼死した魂は転生できないとされているため、アタワルパはこの判決に恐怖した。ここでバルベルデ神父が、キリスト教への改宗に同意するなら判決文を変更するように働きかけるとアタワルパに言った。皇帝は洗礼を受けることに同意し、洗礼名フランシスコ・アタワルパを与えられ、キリスト教徒たる彼の要求に従い、焚刑に代えて鉄環絞首刑（ガローテ）となった。遺体は一部焼かれた上でキリスト教の方式により埋葬された。
サパ・インカの位は、彼の死後、傀儡皇帝トゥパック・ワルパに、その後別の弟であるマンコ・インカ・ユパンキ（一説によると、弟ではなく、下級貴族出身）に引き継がれたが、実質的な権威と権力を持った皇帝としては彼が最後のインカ皇帝である。

## その他
- アタワルパに対するスペイン人による裁判の罪状は、スペイン人に対する反乱・偶像崇拝・腹違いの兄ワスカルの殺害を含む12件の罪だが、でっち上げとされる。有罪判決を受けたアタワルパの様子をコンキスタドールの日記では、「インカの皇帝は、ピサロに対し、2人の息子と娘を頼むといって、涙を流した」と記す。
- 処刑後の様子については、椅子に縛られたまま広場に一晩中さらされ、頭はかしぎ、手足は血まみれだったとされる[1]。

## 登場作品
- J.F.マルモンテル『インカ帝国の滅亡』湟野ゆり子訳、中川久定解説、岩波文庫、1992年2月。ISBN 978-4003259214。